# 구동환
구동환(1963년 3월 7일 ~ )은 LG 트윈스의 전 야구 선수다. 충암고등학교를 졸업했다.

## 같이 보기
- 1991년 LG 트윈스 시즌